# Johann Jacob Nöggerath
Johann Jacob Nöggerath (Bonn, 10 de outubro de 1788 — Bonn, 13 de setembro de 1877), com o nome frequentemente grafado Johann Jacob Noeggerath, foi um mineralogista e geólogo alemão.

## Biografia
Estudou na École Centrale em Köln. Em 1813 foi nomeado comissário das minas nalgumas das províncias do Reno, ao serviço do governo da Confederação do Reno, então sob suserania da França napoleónica.  Com o fim daquela Confederação, em 1814 passou a integrar o conselho de minas da governo da Prússia (Königlich Preußischer Geheimer Bergrat).
Em 1818 foi nomeado professor de Mineralogia e depois professor de Geologia, director do Museu de História Natural e encarregado do departamento de minas da Universidade de Bona.
Deve-se-lhe a criação de uma excelente colecção de minerais no Museu de Bona. Também foi considerado como um excelente professor e ganhou grande reputação entre os engenheiros de minas.
Foi pai de 19 filhos, de dois casamentos.
O género Noeggerathia, plantas do Carbonífero próximas das zamias e cicas, foi assim denominado em sua honra. Nöggerath é também lembrado no nome dado a uma das crateras do hemisfério sul da Lua.
Também em sua honra, em 1914 foi dado o nome de Noeggerathstraße a uma rua de Bona.
Sepultado no Alter Friedhof Bonn.

## Obras publicadas
- Über aufrecht im Gebirgsgestein eingeschlossene fossile Baumstämme und andere Vegetabilien (1819-1821);
- Das Gebirge in Rheinland-Westphalen, nach mineralogischem und chemischem Bezuge (4 vol., 1822-1826)
- Die Entstehung der Erde (1843)
- Der Laacher See und seine vulkanischen Umgebungen (1870)